# Gara di tennis
Gara di tennis (Tennis Chumps) è un film del 1949 diretto da William Hanna e Joseph Barbera. È il quarantaseiesimo cortometraggio della serie Tom & Jerry, distribuito il 10 dicembre del 1949 dalla Metro-Goldwyn-Mayer.

## Trama
Sta per cominciare il campionato mondiale di tennis e dagli spogliatoi vengono fuori i giocatori: Tom e Butch; poco dopo esce fuori anche Jerry, che però fa da assistente a Tom. Subito dopo quest'ultimo scende in campo insieme a Jerry, che viene colpito da Tom, finendo in una fontanella. Il match tra Tom e Butch ha così inizio: i due gatti colpiscono la palla nei modi più strambi, dopo un po' Jerry decide di aiutare prima Tom e poi Butch; tuttavia i due gatti iniziano a combattere tra loro, e poi anche contro Jerry, a colpi di tennis. Dopo diverse peripezie i due gatti si lanciano contro Jerry, che aziona un lancia palline, colpendo così Tom e Butch e facendoli finire nella rete del campo. Essa subito dopo si stacca e si schianta su un albero fuori dal campo, facendo poi muovere Tom e Butch come delle marionette. Alla fine Jerry indossa un abito elegante, scrive il suo nome sul trofeo di tennis e viene celebrato dal pubblico.

## Edizione italiana
Fino ai primi anni 2000, il cortometraggio veniva trasmesso sulle reti Rai col doppiaggio italiano. Il doppiaggio italiano è stato eseguito dalla Effe Elle Due per l'edizione televisiva e in esso, l'unica voce presente è quella di Roberto Del Giudice come voce fuori campo. Nel 2002 vennero aggiornati i master televisivi dell'intera serie e per alcuni episodi non venne usato il doppiaggio italiano lasciando quindi la traccia inglese, proprio come nel caso di Gara di tennis. Lo stesso errore purtroppo è stato commesso nelle edizioni DVD e si è poi ripetuto fino ad oggi. Tuttavia, il doppiaggio italiano è disponibile nella VHS Tom & Jerry - Festival delle risate.